# Tarn Sike
Der Tarn Sike ist ein Fluss im Lake District, Cumbria, England. Der Tarn Sike entsteht als Abfluss des Bowscale Tarn an dessen Nordseite. Der Fluss fließt in nördlicher Richtung und mündet in den River Caldew.